# Német hallgatók!
Német hallgatók!  a címe Thomas Mann rádióbeszéd-sorozatának, amit a BBC német programja 1940 októbere és 1945 májusa között többnyire havi rendszerességgel sugárzott. Ehhez járultak még egyes különadások, valamint egy utolsó újévi beszéd 1946-ban.
Ez a sorozat összesen ötvennyolc, öttől nyolc percig terjedő, kiélezetten megfogalmazott beszédből állt, amelyekben az író Németország nemzetiszocializmus korabeli politikai helyzetével foglalkozott, a háborús eseményeket kommentálta, és intő szavakat intézett honfitársaihoz. Az első, huszonöt műsort tartalmazó gyűjteményt 1942-ben adták ki, a második kiadás ötvenöt szöveget tartalmazott.

## Tartalom
Miután Thomas Mann különböző publikációkban, mint például 1930-as Német Felszólamlásában, figyelmeztetően foglalt állást a nemzetiszocializmus ellen, az intések e formáját a rádiós beszédeiben folytatta.
Beszédei a németek (illetve kultúrájuk) és a nemzetiszocializmus közötti különbségből indulnak ki, abból az alapvető meggyőződésből, ami politikai gondolkodását száműzetése alatt meghatározta. Ennek megfelelően arra irányulnak, hogy a német hallgatókban tudatosítsák e különbséget és ez által az Adolf Hitlerrel szembeni ellenállásra sarkalljanak. 
Thomas Mann politikai felvilágosításra törekvő beszédeinek „Németország világtól, annak érzésétől és gondolkodásától való elszigeteltségét” kellett ellensúlyozniuk, azáltal, hogy Mann a fogalmak és eszmék (mint forradalom és szocializmus, szabadság és hazaszeretet) nemzetiszocialista propaganda által folytatott meghamisítását és kiforgatását igyekezett tudatosítani.
Míg néhány beszéd aktuális eseményekkel foglalkozott (Hitler egy napi parancsával, Roosevelt egyik beszédével, Görögország megszállásával), addig mások a nemzetiszocialista bűntettekkel összefüggő erkölcsi kérdésekről szóltak. Így beszélt Lidice elpusztításáról, Rotterdam városcentrumának „erkölcsi őrültség”-ről tanúskodó bombázásáról, a Coventry elleni légitámadásokról és a varsói gettóban uralkodó állapotokról éppúgy, mint a zsidók egyre nagyobb mértékű üldözéséről.

## Háttér
Thomas Mann 1938-ban az Amerikai Egyesült Államokba költözött és később Kaliforniában telepedett le. Az Amerikai Egyesült Államok volt a legfontosabb emigrációs célország sok német számára, akik az üldöztetés elől elmenekültek, és más európai országokban nem leltek többé biztonságra. Itt számos emigrációs szervezetbe tömörültek, amelyektől azonban Thomas Mann rendszerint távol tartotta magát. E távolságtartás ellenére élénk politikai, nemzetiszocializmus ellen irányuló tevékenységet fejtett ki. Ez mindenekelőtt rádióbeszédeiben nyilvánult meg, melyeken Mann-nak „a demokrácia eljövendő győzelmébe” vetett hite érződött, ami egyik, már 1938-ban 15 amerikai városban megtartott előadásának címe volt.
Ahogy Thomas Mann az első kiadás előszavában kifejtette, a BBC 1940 őszén felkérte őt, hogy adójukon rendszeres időközönként „rövid beszédeket” intézzen „honfitársaihoz”, hogy hatást gyakoroljon rájuk gyakran kinyilvánított meggyőződése szellemében. Ezt a lehetőséget nem akarta elszalasztani, kiváltképp, mert Londonból lehetséges volt hosszúhullámon sugározni, úgyhogy szavait a Németországban kizárólagosan engedélyezett rádiótípussal, a néprádióval hallgathatták volna, ami persze a rendkívüli rádiós intézkedésekről szóló rendelkezés szerint mint „ellenséges rádióállomás hallgatása” tilos volt.
Míg a szövegeket eleinte Londonba küldte, ahol a BBC egy „németajkú alkalmazottja” olvasta fel őket, később Mann ösztönzésére egy „körülményesebb, de mégis közvetlenebb, ennél fogva szimpatikusabb módszert” alkalmaztak: 1941. március 18-ától az NBC Felvételi Osztályán Los Angelesben maga olvasta fel a szövegeket egy hanglemezre, amit előbb New Yorkba küldtek, majd onnan telefonon keresztül Londonba továbbítottak. Így azok, „akik odaát fülelni mertek/mernek”, Mann tulajdon hangját is hallhatták.
Nyilvánvaló, mondta Thomas Mann, hogy a megszállt területeken is vannak emberek, akik „annyira szomjazzák az igaz szavakat”, hogy még az azzal együtt járó veszélyekkel is dacoltak. Erre a „reményt keltő, egyben gusztustalan bizonyítékot” maga Hitler szolgáltatta, midőn az írót egy müncheni sörözőben tartott beszédében olyasvalakiként szidalmazta, aki a német népet ellene és rendszere ellen próbálja meg felbujtani. Hitler szavainak értelmetlensége abban áll, hogy „a Führer” egyrészt kifejezte „a német nép iránt érzett megvetését” és meggyőződését annak gyávaságáról, alázatosságáról és ostobaságáról, „amiért az tűri, hogy hazudnak neki”, miközben elfelejtette, miként is lehetséges a népben ugyanakkor egy „világuralomra rendelt felsőbbrendű fajt” látni.

## Hatás és recepció
Bizonytalan, hogy milyen hatást váltottak ki a beszédek és mennyiben buzdították azok a német ellenállást. Mivel egyetlen más száműzetésben élő német írótól sem ismert ilyen nagyszabású akció, nem szabad lebecsülni ezt a befolyásolási kísérletet. Úgy tűnt, sok német ember Joseph Goebbels propagandabeszédei általi fanatizálása és nemzetiszocializmussal való látszólagos azonosulása néha meghazudtolja Thomas Mann-nak a német kultúra ellenálló képességébe vetett hitét; néhány beszédén olykor a rezignáció nyomai érződnek.
Néhány kommentárban a nemzetiszocialista Németország által kirobbantott háborúra általánosságban, illetve egyes hadicselekményekre, a Wehrmacht katonai stratégiáira és a háborús bűntettekre egyedi válaszként adott szövetséges bombatámadásokat értékeli. Coventry bombázásának évfordulója alkalmából Mann ismét felvetette a kérdést, vajon Németország úgy gondolta, „sosem kell majd megfizetnie mindazokért a gaztettekért, amelyeket a barbárságban való elsősége megengedett neki”?  A német városok elleni támadások pedig ennek a várható reakciónak a részei. Még amikor szülővárosáról, Lübeckről volt szó, ahol a Mária templom megsérülhetett, akkor is Coventry-ra gondolt - „és ... semmi kifogásolható sem volt a tanulságban, miszerint mindenért meg kell fizetni.” Igazságérzete - mondta - „különösen próbára lenne téve, ha az úgynevezett Buddenbrook-házat a Meng-utcában valóban lerombolták.” Ezek a romok tehát nem rémisztenék meg azt, „aki nemcsak a múlt, hanem a jövő iránti rokonszenvből él”. A hitleri Németországnak sem hagyománya, sem jövője nincs.
Klaus Harpprecht e megfontolások alapján megállapította: úgy tűnik, Thomas Mann-nak nem jutott eszébe, hogy a bombatámadásokkor a pincékben félve megbúvó emberek, még ha a rendszer bukását is kívánták volna, csak saját magukat és családjaikat féltették és Mann beszéde ebben a pillanatban csak a kor szellemének megszólaltatása volt, mely a halálos ellenséget felismerni véli.

## Kiadások
- Deutsche Hörer! Eine Auswahl aus den Rundfunkbotschaften an das deutsche Volk. Hrsg. und Verlag: Freier Deutscher Kulturbund in Großbritannien, é.n. [1944].
- Deutsche Hörer! 55 Radiosendungen nach Deutschland. Bermann Fischer, Stockholm 1945[12]
- Deutsche Hörer! 25 Radiosendungen nach Deutschland. Bermann-Fischer, Stockholm 1942.
- Deutsche Hörer! Radiosendungen nach Deutschland. Mit: Europäische Hörer! Reihe: Wissenschaft und Philosophie, 10. Hrsg. Europ. Kulturgesellschaft. Verlag Darmstädter Blätter, Darmstadt 1986. ISBN 3871390895
- Deutsche Hörer! Radiosendungen nach Deutschland aus den Jahren 1940-1945. Fischer TB 5003, Frankfurt 1987.
  - Uo., in: Gesammelte Werke in 13 Bänden. Band 11: Reden und Aufsätze, 3.- 2., durchges. Aufl. S. Fischer, Frankfurt 1974, 1990. ISBN 3100481771, 930-1050.

## Fordítás
- Ez a szócikk részben vagy egészben  a   Deutsche Hörer! című német Wikipédia-szócikk ezen változatának fordításán alapul.  Az eredeti cikk szerkesztőit annak laptörténete sorolja fel. Ez a jelzés csupán a megfogalmazás eredetét és a szerzői jogokat jelzi, nem szolgál a cikkben szereplő információk forrásmegjelöléseként.